# Aerodramus vanikorensis amelis
Aerodramus vanikorensis amelis (também designada por Collocalia amelis e Collocalia vanikorensis amelis)  é uma subespécie de ave da família Apodidae. Por vezes é considerada uma espécie autónoma. É endémica das Filipinas.
Os seus habitats naturais são: florestas subtropicais ou tropicais húmidas de baixa altitude.